# Ghiacciaio Mill Stream
Il Ghiacciaio Mill Stream (in lingua inglese: Mill Stream Glacier) è un ghiacciaio tributario antartico, largo circa 19 km, che fluisce in direzione ovest tra il Supporters Range, catena montuosa che fa parte dei Monti della Regina Maud, in Antartide, e l'Otway Massif per andare a confluire nel Ghiacciaio Mill. 
La denominazione fu assegnata dalla New Zealand Geological Survey Antarctic Expedition del 1961–62, congiuntamente a quella del Ghiacciaio Mill in cui va a confluire.